# 178-as busz (Budapest)
A budapesti 178-as jelzésű autóbusz a Naphegy tér és a Deák Ferenc tér metróállomás között közlekedik. A viszonylatot a Budapesti Közlekedési Zrt. üzemelteti.

## Története
A 2008-as paraméterkönyv bevezetésével augusztus 21-én a Keleti pályaudvar és a Naphegy tér között közlekedő 78-as busz a 178-as jelzést kapta és útvonala a Stadionok, metróállomásig hosszabbodott. Követési ideje napközben 30 percre ritkult, melyet az újonnan indított 178A jelzésű betétjárata sűrített a korábbi 78-as vonalán munkanapokon 10, hétvégén 15 percesre.
2011. április 4-én a 178-as busz útvonala a Keleti pályaudvarig rövidült, mert az Arena Plaza felmondta a szolgáltatói szerződést. Ezzel egy időben a 178A járat megszűnt.
2013. szeptember 14-én bevezették a járaton az első ajtós felszállási rendet.
2015. október 3-ától a 178-as busz a Naphegy tér felől csak a 7-es buszok Keleti pályaudvar megállójában áll meg, a Baross téri fordulást utasok nélkül teszi meg.
2016. június 4-étől megáll a Március 15. téren is.
2019. november 15-én délután a Puskás Aréna nyitómeccsével összefüggően a Bosnyák térig hosszabbítva járt.
2020. szeptember 24-én 18 órától szintén a Bosnyák térig járt a 2020-as UEFA-szuperkupa könnyebb megközelítése miatt.
A Lánchíd lezárása idején (2021. június 16 – 2022. december 16.) a pesti oldalon úgy módosult az útvonala, hogy az a 105-ös busz vonalát követi: a Széchenyi István tér és az Andrássy út érintésével a Gyöngyösi utca és a Naphegy tér között jár, segítve ezzel a belváros és Közép-Buda közötti utazásokat. A Krisztinaváros környékéről a Rákóczi út és a Keleti pályaudvar felé indulók az 5-ös buszt tudják használni.
A Lánchíd megnyitását követően nem állt vissza a korábbi útvonal, hanem már az Ág utcától a 105-ös busz útvonalán jár a Lánchídon keresztül a Gyöngyösi utcáig.
2023. március 20-án útvonala lerövidült, a Gyöngyösi utca helyett csak a Naphegy tér és a Deák Ferenc tér között közlekedik.

## Útvonala
| Deák Ferenc tér metróállomás felé |
| Naphegy tér vá. – Dezső utca – Czakó utca – Aladár utca – Mészáros utca – Krisztina tér – Alagút utca – Alagút – Clark Ádám tér – Lánchíd – Széchenyi István tér – József Attila utca – Bajcsy-Zsilinszky út – Erzsébet tér – Deák Ferenc tér M vá. |
| Naphegy tér felé |
| Deák Ferenc tér M vá. – Erzsébet tér – József Attila utca – Széchenyi István tér – Lánchíd – Clark Ádám tér – Alagút – Alagút utca – Krisztina tér – Mészáros utca – Aladár utca – Czakó utca – Dezső utca – Naphegy tér vá.                        |

## Megállóhelyei
| 0  | Naphegy tér végállomás            | 14 |                                                |
| 1  | Sánc utca                         | 12 | 8E, 27, 108E, 110, 112                         |
| 3  | Zsolt utca                        | 10 |                                                |
| ∫  | Róka utca                         | 9  |                                                |
| 5  | Ág utca                           | 8  | 105, 210, 210B                                 |
| 7  | Krisztina tér                     | 8  | 56, 56A 16, 105, 210, 210B, 216                |
| 9  | Clark Ádám tér                    | 5  | Budavári sikló 19, 41 16, 105, 210, 210B, 216  |
| 11 | Széchenyi István tér              | 3  | 2, 2B, 23 16, 105, 210, 210B, 216              |
| 12 | József nádor tér (↓) Hild tér (↑) | 1  | 15, 16, 105, 210, 210B, 216                    |
| 15 | Deák Ferenc tér M                 | ∫  | 9, 16, 105, 210, 210B, 216 72                  |
| 17 | Deák Ferenc tér M végállomás      | 0  | 47, 48, 49 72 9, 16, 100E, 105, 210, 210B, 216 |